# Акромегалија
Акромегалија (од старогрчких речи ἄκρος (akros) и μέγας (megas)) је ретка, хронична болест настала као последица претераног излучивања хормона раста код одраслих особа. Представља развој метаболичког поремећаја код којег се повећавају скелетни екстремитети када тумор хипофизе узрокује превелику производњу хормона раста после зрелости.

## Учесталост
Најчешће се јавља у периоду између треће и пете деценије живота са подједнаком учесталошћу код особа оба пола, просечно од три до четири случаја на 100.000 становника.

## Узрок настанка
Као најчешћи узрок овог обољења наводи се постојање хормона раста секреторног аденома хипофизе, односно тумора соматотропних ћелија. Према величини обично се ради о тумору већем од 1 cm у дијаметру односно о макроаденому. Већина аутора ипак сматра да се у основи ради о примарном поремећају хипофизе, односно да тумор настаје као последица аутономног моноклонског бујања соматотропних ћелија. По другима, тумор настаје секундарно као последица хипоталамичког поремећаја услед кога долази до хиперстимулације соматотропа било због повећаног лучења соматолиберина или пак смањеног лучења соматостина.

## Клиничка слика
Акромегалија је хронична болест, код које се развој симптома одвија постепено у току низа година (од 5 до 10 година) пре него што се дијагноза установи. Клиничка презентација овог обољења је врло типична и последица је како деловања хормона раста на периферна ткива и метаболизам, тако и локалних манифестација насталих присуством тумора. Иницијални симптоми манифестују се мекоткивном пролиферацијом са увећањем шака и стопала, задебљањем усана и језика, меких делова носа и стварањем сувишних набора на челу што доводи до карактеристичног грубљег изгледа лица. Ове промене обично су удружене са повећањем знојења, појавом масне коже, замором, малаксалошћу, поспаношћу и повећањем телесне тежине. Са даљим трајањем болести долази до промена на костима и хрскавици првенствено главе и лица. Ове промене подразумевају задебљање калваријума, повећање величине фронталних синуса што доводи до проминенције супраорбиталних лукова, затим увећања носа, протрузије доње вилице праћене променом угриза и повећањем размака међу зубима. Промене на шакама и стопалима ових болесника су типичне и предоминантно су последица мекоткивног раста. Они су увећани, гломазни, задебљали са затупљеним прстима. Кожа ових особа је генерално задебљала, масна и влажна. Честа је појава акни. Описане коштано хрскавичаве промене временом могу условити појаву артралгија као и развоја дегенеративног артритиса кичменог стуба, кукова и колена. Половина пацијената жали се на постојање фотофобије. Пацијенти се најчешће жале на главобоље које су обично неспецифичне, обухватају целу главу или се јављају у одређеним регионима, трајног су или интрмитентног карактера. Временом оне постају све јаче и трајније. Екстраселарним ширењем тумор може довести и до слабљења вида, испада у видном пољу, а у најтежим случајевима и слепила. Може условити и компресију кранијалних нерава, хипофизне петељке и хипоталамуса, што може довести до поремећаја сна, апетита, температуре али и поремећаја у секрецији хипоталамичних хормона. Промене на крвним судовима могу довести до слабије исхрањености тумора, инфарктације или хеморагије у самом тумору односно до развоја апоплексије тумора.

## Дијагноза
Дијагноза акромегалије је обично клинички очигледна и може се врло лако потврдити радиоимунолошким мерењем основних вредности хормона раста, које су код 90% пацијената веће од 10 ng/ml, односно у распону од 5 до 500 ng/ml. Мерење IGF 1 има важну улогу у потврди дијагноза ове болести. Он је медијатор деловања хормона раста и ако је повишен са великом сигурношћу се може рећи да се ради о акромегалији. Тест оптерећења гликозом представља најједноставнији и најспецифичнији динамски тест за акромегалију.

## Диференцијална дијагноза
Постоје извесна патолошка стања која су праћена ексцесом хормона раста и које треба разликовати диференцијално дијагностички од акромегалије. То су: анорексија, нервоза, акутне болести, хронична бубрежна инсуфицијенција, цироза јетре, гладовање, малнутриција било којег узрока, дијабетес мелитус тип 1 итд..

## Лечење
Сви пацијенти са акромегалијом морају бити подвргнути лечењу ради заустављања напретка болести и превенције каснијих компликација. Циљ терапије јесте уклањање или разарање хипофизног тумора, нормализација излучивања хормона раста, и одржавање нормалне функције како адено, тако и неурохипофизе. Почетна терапија за већину пацијената са акромегалијом јесте трансвеноидална селективна аденомектомија, с обзиром на њен високи проценат успеха, брзо смањење нивоа хромозома раста (у току 72 сата), малу инциденцу постоперативног хипопитуитаризма, као и ниског степена оперативног морбидитета. У случају великих тумора са екстраселарном експанзијом овим путем није увек могуће уклонити у потпуности патолошки процес па је неопходно хируршки захват урадити транскранијално. Код пацијената код којих хируршким приступом није у потпуности постигнута енуклеација тумора, могу се применити и друге терапијске мере као што су зрачна и медикаментна терапија. 